# Yang Hyeong-mo
Yang Hyeong-mo (ur. 23 marca 1971) – południowokoreański zapaśnik w stylu wolnym. Dwukrotny olimpijczyk. Srebro w Atlancie 1996 i szóste miejsce w Sydney 2000. Startował w kategorii 82–85 kg.
Czterokrotny uczestnik mistrzostw świata, ósmy w 1998 i 1999. Czwarty na igrzyskach azjatyckich w 1994 i piąty w 1998. Srebrny medal na igrzyskach wschodniej Azji w 1997. Wicemistrz Azji w 1996 i 1997, trzeci w 1993.